# Slottet i Gisors

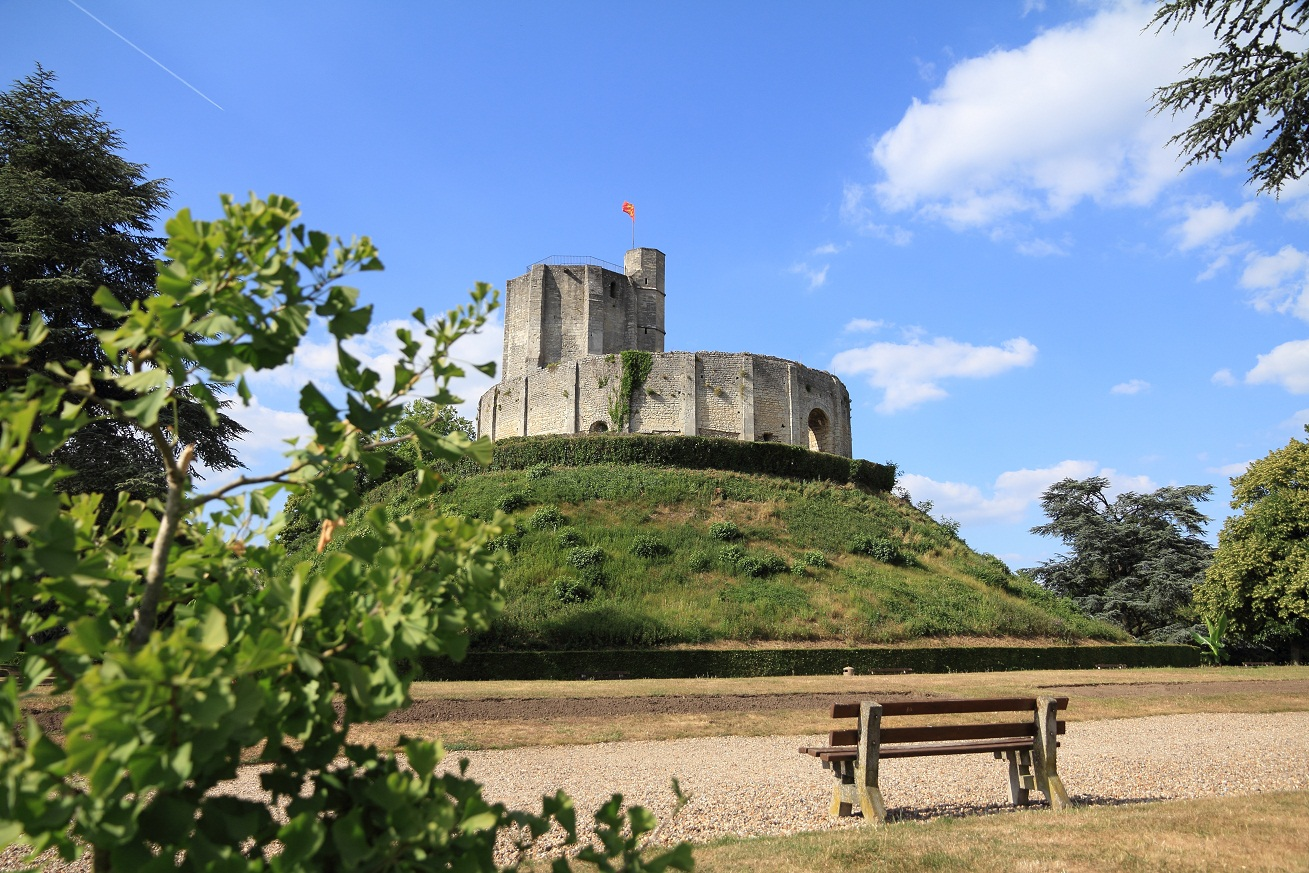
Slottstornet i Gisors

Slottet i Gisors (franska Château de Gisors) ligger i departementet Eure i Frankrike.
Slottet är huvudsakligen ett verk av Normandies hertigar under 1000- och 1100-talet. Det var en gränsfästning som var avsedd att försvara det anglo-normandiska territoriet mot de anspråk som Frankrikes kung hade. Henrik I av England byggde 1123 försvarsmurarna med hörntornen och de första våningarna på slottstornet. 1196 föll det i kungens ägo och förlorade då en stor del av sin betydelse.
Slottet är känt för sin koppling till Tempelherreorden. Efter en överenskommelse mellan Henrik II av England och Ludvig VII av Frankrike, överlämnades slottet till orden. Henrik II återtog slottet 1160 och mellan 1170 och 1180 byggde han till två våningar i slottstornet och förstärkte den låga slottsmuren. 1314 fängslades tempelherreordens ledare Jacques de Molay på slottet.
Efter att slottet varit i fransk ägo under en tid återtogs det av engelsmännen 1419 under Hundraårskriget.  1809 övertogs det av staden Gisors och 1851 påbörjades en restaurering av slottet.